# Ligue du Bien public
Pour les articles homonymes, voir Ligue et Bien public (homonymie).
 (septembre 2016).
Batailles
Bataille de Montlhéry
La ligue du Bien public est une coalition de grands vassaux du roi de France, incluant notamment Charles de France, frère du roi, et Charles le Téméraire, fils aîné du duc de Bourgogne Philippe le Bon, en vue de lutter contre la politique autoritaire de Louis XI. Le conflit qui débute en mars 1465, aboutit à une guerre de mai à octobre 1465.

## Contexte
En 1461, Louis XI succède à Charles VII. Il prend des mesures d'autorité qui réduisent les prérogatives de la haute noblesse. Notamment, le duc Jean II de Bourbon, favori de Charles VII, disposant de beaucoup d'influence au Conseil du roi, perd cette prérogative au profit de conseillers roturiers ou de petite noblesse.
En 1463, Louis XI rachète les villes de la Somme à Philippe le Bon (1396-1467), comme cela était autorisé par le traité d'Arras de 1435. Mais Charles de Bourgogne, prince héritier, est rendu furieux par cette vente et décide de former une ligue des princes opposés au nouveau roi de France, incluant Charles de France, frère cadet de Louis XI.

## La ligue du Bien public

### Formation
Charles de France donne le signal de la révolte en s’enfuyant en Bretagne le 4 mars 1465. Il publie un manifeste le 10 mars. Jean II de Bourbon se rallie le 13 mars et Charles le Téméraire le 25 avril.

### Les princes coalisés

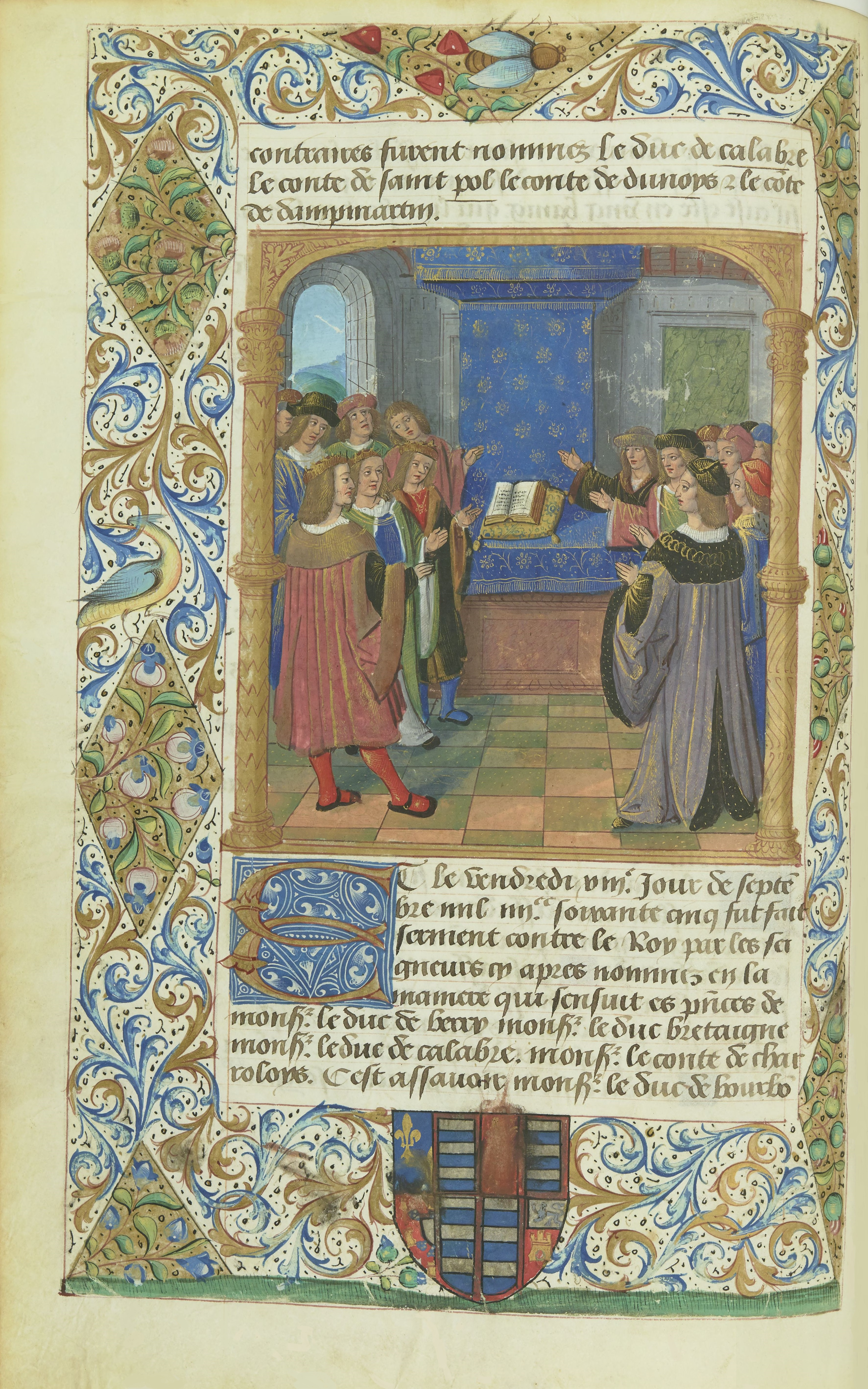
Le serment des princes réunis au sein de la Ligue du Bien public.
Maître de la Chronique scandaleuse, Interpolation de la Chronique de de Jean de Roye (dite Chronique scandaleuse), Paris, BnF, début du XVIe siècle.

La ligue du Bien public regroupe finalement :
- Charles de France (1446-1472), duc de Berry, frère du roi ;
- Jean II, duc de Bourbon ;
- Charles le Téméraire, comte de Charolais (titre du prince héritier de Bourgogne ;
- François II, duc de Bretagne ;
- Jean II, duc de Lorraine ;
- Jacques d'Armagnac-Nemours, duc de Nemours et comte de la Marche ;
- Jean V, comte d'Armagnac ;
- Louis de Luxembourg, comte de Saint-Pol ;
- Jean de Dunois, comte de Dunois, bâtard d’Orléans ;
- Antoine de Chabannes, comte de Dammartin ;
- Charles II, comte d'Albret ;
- Pierre d'Amboise ;
- Jean Ier de Clèves, duc de Clèves ;
- André de Lohéac ;
- Frédéric Ier, comte palatin du Rhin.

### Les manifestes
Le 10 mars 1465 est publié un manifeste dont les auteurs déclarent vouloir remédier au « désordonné et piteux gouvernement ». La coalition projette d'installer à sa place un régent, qui serait le faible Charles de France (18 ans).
Le 16 mars, le roi répond par un contre-manifeste.

## La guerre du Bien public (mai-octobre 1465)
Pour se défendre, Louis XI fait appel à Francesco Sforza, duc de Milan, et propose aux Liégeois une alliance militaire contre leur ennemi commun, alliance signée le 17 juin.
Louis XI, qui bénéficie du soutien efficace de Gaston IV de Grailly, comte de Foix et de Béarn, dispose d'une armée de 30 000 hommes. Dès le début des hostilités, en mai et juin 1465, il marche contre le Bourbonnais, au centre du pays. Puis il entame une course vers la capitale, les armées bretonne et bourguignonne s’étant donné rendez-vous à Saint-Denis, début juillet. Avant qu'elles ne puissent joindre leurs forces, le roi choisit d'affronter l'armée bourguignonne conduite par le comte de Charolais. Le choc se produit à Montlhéry, au sud de Paris, le 16 juillet 1465. Les péripéties de la bataille sont confuses et son issue suffisamment indécise pour que les deux partis s'attribuent la victoire : le comte de Charolais, parce qu'il est resté maître du terrain, Louis XI, parce qu'il a fait reculer l'armée bourguignonne, avant de prudemment ordonner une retraite stratégique pendant la nuit et de ramener à Paris une armée « victorieuse » (bien que son oncle le comte du Maine ait fui le champ de bataille avec un tiers des troupes royales). Le roi peut ainsi raffermir son autorité chancelante dans la capitale.
Néanmoins, Louis XI sort globalement affaibli de l’affrontement, d'autant qu'il n'a pu empêcher la jonction, le 19 juillet, des armées bourguignonne et bretonne, bientôt rejointes par les comtes d’Armagnac et d’Albret et le duc de Lorraine.
Entré dans Paris le 18 juillet 1465, Louis XI y organise la défense. Le siège est mis devant Paris par les féodaux. Louis XI sort de la ville le 10 août, rejoint Rouen d’où il rallie une partie du royaume et assemble des provisions, qu’il fait parvenir à Paris le 28 août, avec une armée puissante en renfort. Une trêve est signée le 3 septembre, n'empêchant pas les ligueurs de prendre Pontoise et Rouen. Les combattants des deux bords ne savent trop comment en finir. Louis XI feint de s'incliner.

## Les traités de paix (octobre-décembre 1465)
Louis XI fait la paix avec les ligueurs à travers trois traités, qui permettent que, comme l'écrit Philippe de Commynes, « le bien public [soit] converti en bien particulier ».

### Traité de Conflans (5 octobre)
Le traité de Conflans est conclu avec le comte de Charolais et Charles de France.
Louis XI accorde à Charles, déjà duc de Berry, le duché de Normandie. 
Il rend au duc de Bourgogne, représenté par son fils le comte de Charolais, les villes de la Somme, avec le droit pour le roi de racheter ces villes aux héritiers de Bourgogne.  
Il lui cède en toute propriété les villes Boulogne, Guînes, Roye, Péronne et Montdidier. 

### Traité de Saint-Maur (29 octobre)
Le traité de Saint-Maur est conclu  avec la plupart des ligueurs.
Louis XI cède :
- au duc de Lorraine, Jean de Calabre, les villes de Mouzon, Sainte-Menehould et Neufchâteau ;
- au duc de Bourbon, plusieurs seigneuries en Auvergne ;
- au duc de Nemours, le gouvernement de Paris et de l'Île-de-France ;
- au comte d'Armagnac, plusieurs châtellenies du Rouergue.

Il accorde des postes honorifique : Tanneguy du Chastel devient grand écuyer, le comte de Saint-Pol connétable, etc. 
Une commission de 36 membres, présidée par Dunois, doit réformer les abus de l'administration. 

### Traité de Caen (23 décembre)
Le traité de Caen est conclu avec le duc de Bretagne François II de Bretagne.
Il lui abandonne la régale et une partie des aides et lui rend ses fiefs de Montfort et d'Étampes.

## Suites
Louis XI pardonne à certains ligueurs, mais en punit également d'autres :
- le duc de Bourbon Jean II est nommé connétable de France en 1483 ;
- Louis XI ravage le château de Chaumont de Pierre d'Amboise pour punir le ralliement de la famille d'Amboise à la ligue du Bien public. Le roi pardonne quatre ans plus tard et fournit même une partie des fonds nécessaires à la reconstruction de Chaumont ;
- en 1465, Charles de Melun, gouverneur de Paris et de la Bastille, succède aux la Rivière. Condamné pour avoir eu des liens avec les chefs de la ligue du Bien public, il est exécuté en 1468 aux Andelys. Ses biens sont confisqués et attribués à Antoine de Chabannes ;
- en mars 1466, Charles de France, déjà aux prises avec le duc de Bretagne, ne peut faire face à Louis XI et perd la Normandie. Il s’enfuit à la cour de Bretagne ;
- Jacques d'Armagnac, duc de Nemours et comte de la Marche, s'était déjà vu accorder plusieurs fois un pardon complet de la part de Louis XI. En 1475, indigné d'une nouvelle trahison, ce dernier le fait assiéger et prendre dans son château de Carlat, transporter à la Bastille, juger et décapiter en place publique à Paris en 1477.

En 1468, Charles le Téméraire forme une nouvelle ligue avec Charles de France, Jean d’Alençon et François II de Bretagne et le soutien d'Édouard IV d'Angleterre. Mais Louis XI, fort du soutien des états généraux réunis à Tours en avril, réussit à séparer François II et Charles de France des ligueurs (traité d'Ancenis).